# European Studies
European Studies (deutsch: Europastudien, Europäische Studien oder Europawissenschaften, französisch: Études Européennes) ist eine interdisziplinäre Wissenschaft und ein Studiengang, den vorrangig Universitäten der EU-Mitgliedstaaten, teilweise aber auch Universitäten anderer Länder und Kontinente anbieten. In der Europäischen Union gibt es über 300 europawissenschaftliche Studiengänge.

## Begriff
Die Begrifflichkeiten Europastudien, Europäische Studien, European Studies, Europawissenschaft(en) werden uneinheitlich genutzt, gemeint ist in der Regel das Gleiche. Jede Universität bezeichnet die Studiengänge unterschiedlich und ist in der Wahl der Bezeichnung frei. International gebräuchlich ist das englische European Studies.

## Geschichte
Die Entstehung der Europawissenschaft ist nicht klar zu datieren. Da die Untersuchung von geographisch abgrenzbaren, europäischen Fragestellungen zu jeder Zeit Teil der Wissenschaft gewesen sein könnte, stellt sich die Frage, ab wann ein eigenständiges Bewusstsein für die Disziplin entstanden ist. Während in der Rechtswissenschaft mit dem Entstehen des Europarechts genaue Datierungen möglich sind, gestaltet sich das bei den Geistes- und Sozialwissenschaften schwieriger. Mit der tiefer gehenden europäischen Integration stieg der Bedarf an spezialisierten Fachkräften und Wissenschaftlern.

## Gegenstand der Forschung
Je nach Ausrichtung der Studiengänge ist die Forschung an den Universitäten unterschiedlich aufgestellt. Im weitesten Sinne befasst sich die Europawissenschaft in Forschung und Lehre mit dem geographisch eingegrenzten Gegenstand Europa. Im engeren Sinne werden die europäische Integration im Allgemeinen und die Europäische Union im Besonderen behandelt.
Während in Chemnitz mit dem Institut für Europäische Studien fünf Lehrstühle in den Fachrichtungen Kulturwissenschaften, Recht und Humangeographie existieren, die sich ausdrücklich den Europastudien widmen, gibt es an der Universität Passau kein eindeutig übergeordnetes Institut und keine exklusiven Lehrstühle, jedoch einen Jean-Monnet-Lehrstuhl in Politikwissenschaften. An der Otto-von-Guericke-Universität Magdeburg wiederum sind die Lehrstuhlinhaber zwar auf verschiedene Institute verteilt, mit der Professur für Regieren im europäischen Mehrebenensystem gibt es aber eine Quasi-Stabsstelle.
An der Universität Karlsruhe liegt der Schwerpunkt in den Kulturwissenschaften. An der Universität Passau können Studenten ihren Schwerpunkt selbst wählen. Zur Auswahl stehen hier Kultur- wie auch Sozialwissenschaften. Im Bereich der Kulturwissenschaften wählt man einen Kulturraum aus und im Bereich der Sozialwissenschaften stehen Geschichte, Politik, Geographie, Kunstgeschichte sowie Medialitätsforschung zur Auswahl. Wo letztendlich der Schwerpunkt gelegt wird und in welchem Fach die Abschlussarbeit verfasst werden soll, bleibt den Studenten selbst überlassen. An der Katholischen Universität Eichstätt-Ingolstadt untersucht der interdisziplinäre Europastudiengang europaübergreifende kulturgeschichtliche Entwicklungen mit Schwerpunkt auf Literatur- und Sprachwissenschaft sowie anderen kulturwissenschaftlichen Teildisziplinen.
In Bremen und an der Viadrina in Frankfurt/Oder stehen Transformationsprozesse in Osteuropa im Vordergrund, in Rom die Beziehungen der EU zu den Ländern im Mittelmeer-Raum und in Maastricht politische, wirtschaftliche und wirtschaftsrechtliche Aspekte.
An der Universität Bonn (Zentrum für Europäische Integrationsforschung) orientiert sich der englischsprachige postgraduale Studiengang Master of European Studies – Governance and Regulation an den Zusammenhängen von Politik und Recht in der Europäischen Union (explizit mit einer EU-weiten Perspektive). Im Studiengang des ZEI lehren Professoren und Experten aus allen Teilen der EU. Das Studium verknüpft wissenschaftliche Grundlagenausbildung mit starkem Praxisbezug und baut Brücken zu dem weltweit weitverzweigten Netzwerk der Alumni des ZEI.
Der Masterstudiengang European Integration in East Central Europe an der Universität Leipzig beschäftigt sich mit der Integration und Europäisierung von Wirtschaft und Politik innerhalb der EU sowie der Internationalisierung politischer und wirtschaftlicher Prozesse seit Ende des 20. Jahrhunderts. Einen weiteren Schwerpunkt stellt die Aneignung von Fachwissen über den Prozess der wirtschaftlichen und politischen Integration und Transformation der mittel- und osteuropäischen Länder dar. Das M.A.-Studium ist eher praxisorientiert und bereitet gezielt auf unternehmerische, politische, journalistische oder gesellschaftliche Tätigkeiten in Ostmitteleuropa oder Tätigkeiten im Kontext der Europäischen Union vor.

## Interdisziplinarität und Transdisziplinarität
An allen Universitäten handelt es sich um einen interdisziplinären Studiengang. Daher sind auch Forschungsprojekte der Europawissenschaft in der Regel interdisziplinär angelegt. Dabei werden Methoden unabhängiger Einzelwissenschaften auf die gleiche Fragestellung, beispielsweise der Europäischen Integration, angewendet.
Unklarheit besteht gegenüber dem Begriff der Transdisziplinarität. So präsentiert sich das Institut für europäische Studien in Chemnitz als interdisziplinär, während die Website europastudien.de, die ebenfalls vom Institut betrieben wird, Europa-Studien als transdisziplinär beschreibt.
Da es noch kein einheitliches Verständnis von Transdisziplinarität gibt, sollte von dieser Beschreibung Abstand genommen werden.

## Jean-Monnet-Lehrstuhl
Das Jean-Monnet-Programm der Europäischen Kommission ist eine Auszeichnung und ein Förderprogramm für Lehrstühle von Universitäten. Diese von der Europäischen Kommission vergebene Auszeichnung setzt nicht nur exzellente Lehr-, sondern auch herausragende Forschungsaktivitäten voraus. Im Zentrum der Forschungsarbeit des Lehrstuhls stehen sämtliche Belange der Europäischen Integration.
Durch die Förderung können Lehr- und Forschungsaktivitäten an der Arbeitsstelle zusätzlich ausgebaut und um Veranstaltungen sowie eine eigene Arbeitspapierreihe ergänzt werden.
Durch den Jean-Monnet-Lehrstuhl wird die Lehre in vielfältiger Weise unterstützt. Beispielsweise werden zusätzlichen Mittel für Bücheranschaffungen, Reisekosten usw. zur Verfügung gestellt. Zum anderen wird indirekt die Grundlage für hervorragende Lehre gelegt, indem Forschungsaktivitäten, Austausch und Vernetzung sowie die Veröffentlichung von Ergebnissen gefördert werden.
Gleichzeitig soll aber ausdrücklich auch der breiten Bevölkerung der Zugang zu europapolitischen Themen ermöglicht werden. Hierzu bietet der Jean-Monnet-Lehrstuhl regelmäßig öffentliche Veranstaltungen an. Der Jean-Monnet-Lehrstuhl wird über eine Dauer von 3 Jahren vergeben. Inhaber des Lehrstuhls können Professoren sein, welche ein Minimum von 90 Lehrstunden pro Jahr halten. Zusätzlich muss eine weitere Aktivität pro Jahr verzeichnet werden.

## Studium

### In Deutschland

#### Aufbau
Als interdisziplinäre Wissenschaft gibt es eine Vielzahl von Fächern, die sowohl in der Forschung, als auch im Studium Fachgebiete der Europawissenschaft beinhalten. Der Fokus kann dabei auf allgemeine, europäische Aspekte gerichtet sein, oder konkrete Sachverhalte innerhalb Europas untersuchen.
Trotz der großen Vielfältigkeit und vieler Unterschiede zwischen den verschiedenen Universitäten sind Europastudien grundsätzlich ein interdisziplinärer Studiengang, der unter anderem die Teilgebiete Europäische Geschichte, Europäisches Recht, Wirtschaft, Politikwissenschaft, Soziologie, europäische Kultur, europäische Literatur und europäische Sprachen umfasst.
Dabei setzt sich der Lehrplan u. a. aus Modulen folgender Bereiche zusammen:
- Geschichtswissenschaft
- Rechtswissenschaft
- Wirtschaftswissenschaft
- Politikwissenschaft
- Soziologie
- Psychologie
- Kulturwissenschaft
- Literaturwissenschaft
- Sprachwissenschaft
- Geographie

Der Aufbau der Europastudien beinhaltet zusätzlich zu verschiedenen Modulen aus den oben genannten Bereichen zumeist einen besonderen Fokus auf das Erlernen mindestens einer Fremdsprache als Teil eines besonderen regionalen Bezugs, sowie verpflichtende Auslandsaufenthalte (in Form eines Auslandsstudium oder -praktikums). Unterschiede in der genauen Form des regionalen Bezugs sowie in Art und Länge des Auslandsaufenthaltes ermöglichen eine hohe individuelle Anpassung mit der Wahl des Studienortes.

#### Hochschulen in Deutschland
Masterstudiengänge in Deutschland:
| Europa-Universität Viadrina Frankfurt (Oder)        | M.A. in European Studies                                                 |
| Rheinisch-Westfälische Technische Hochschule Aachen | Europastudien M.A.                                                       |
| Kooperationsstudiengang von FU Berlin und TU Berlin | Postgraduierten-Studiengang Europawissenschaften Berlin                  |
| Rheinische Friedrich-Wilhelms-Universität Bonn      | Master of European Studies - Governance and Regulation                   |
| Bergische Universität Wuppertal                     | Europäistik M.A.                                                         |
| Hochschule Bremen                                   | Master in European Studies                                               |
| TU Chemnitz                                         | Master Europäische Integration                                           |
| Europa-Universität Flensburg                        | European Studies MA                                                      |
| Katholische Universität Eichstätt-Ingolstadt        | M.A. und B.A. Europastudien                                              |
| Hochschule Fulda                                    | Intercultural Communication and European Studies                         |
| Universität Hamburg                                 | Europastudien/European Studies                                           |
| Karlsruher Institut für Technologie                 | Europäische Kultur und Ideengeschichte                                   |
| Universität Leipzig                                 | European Studies M.A. European Integration in East Central Europe        |
| Johannes Gutenberg-Universität Mainz                | European Studies                                                         |
| Westfälische Wilhelms-Universität in Münster        | European Studies                                                         |
| Universität Osnabrück                               | Europäische Studien B.A. Europäisches Regieren: Markt-Macht-Gemeinschaft |
| Universität Paderborn                               | Binationaler B.A. Studiengang mit der Le Mans Université.                |
| Universität Passau                                  | Master European Studies                                                  |
| Philipps-Universität Marburg                        | Europa: Integration und Globalisierung                                   |
| Universität Regensburg                              | Interkulturelle Europa-Studien                                           |
| Heinrich-Heine-Universität Düsseldorf               | European Studies                                                         |
| Europa-Kolleg Hamburg                               | European and European Legal Studies                                      |
| Universität des Saarlandes                          | B.A. in Europawissenschaften                                             |
| Eberhard Karls Universität Tübingen                 | Master Demokratie und Regieren in Europa                                 |

### In anderen Ländern
Bachelorstudiengänge in anderen Ländern:
| University of Limerick                   | Limerick, Irland               | European Studies                                                                     |
| Universität Sofia                        | Sofia, Bulgarien               | European Studies                                                                     |
| Babeș-Bolyai University                  | Cluj-Napoca, Rumänien          | International Relations and European Studies                                         |
| TU Gdańsk                                | Danzig, Polen                  | European Studies                                                                     |
| King’s College London                    | London, Vereinigtes Königreich | European Studies                                                                     |
| Hong Kong Baptist University             | Hongkong, China                | Bachelor of Social Sciences in European Studies - German Stream                      |
| University of Amsterdam                  | Amsterdam, Niederlande         | European Studies                                                                     |
| Maastricht University                    | Maastricht, Niederlande        | European Studies                                                                     |
| University of Twente                     | Twente, Niederlande            | Spezialisierung Europastudien innerhalb des Bachelors European Public Administration |
| NHL Stenden Hogeschool                   | Leeuwarden, Niederlande        | European Studies                                                                     |
| The Hague University of Applied Sciences | Den Haag, Niederlande          | European Studies                                                                     |
| Syddansk Universitet                     | Odense, Dänemark               | European Studies                                                                     |
| University of Guelph                     | Guelph, Kanada                 | European Studies                                                                     |

Masterstudiengänge in anderen Ländern:
| Universität LUISS                                                                      | Rom, Italien                           | Master of Arts in European Studies |
| Universität Wien                                                                       | Wien, Österreich                       | Europäische Studien (Universitätslehrgang am Postgraduate Center der Universität Wien)                                                               |
| Universität Salzburg                                                                   | Salzburg, Österreich                   | European Union Studies |
| University of Tartu                                                                    | Tartu, Estland                         | European Union - Russia Studies |
| Babeș-Bolyai University                                                                | Cluj-Napoca, Rumänien                  | Vergleichende politische Europastudien: Deutschland und Osteuropa                                                                                    |
| Lund University                                                                        | Lund, Schweden                         | European Studies |
| Pantion-Universität                                                                    | Athen, Griechenland                    | European Law and Public Policy |
| Universität Basel                                                                      | Basel, Schweiz                         | European Global Studies |
| De La Salle University                                                                 | Manila, Philippinen                    | Master of Arts in International Studies Major in European Studies                                                                                    |
| College of Europe                                                                      | Brügge, Belgien und Warschau, Polen    | verschiedene Studiengänge mit Europabezug |
| Institut d'études européennes                                                          | Brüssel, Belgien                       | verschiedene Studiengänge mit Europabezug |
| Staatliche Universität Sankt Petersburg (in Kooperation mit der Universität Bielefeld) | Sankt Petersburg, Russische Föderation | Studies in European Societies (MA SES) |
| King’s College London                                                                  | London, Vereinigtes Königreich         | European Studies |
| University of Amsterdam                                                                | Amsterdam, Niederlande                 | East European Studies |
| Maastricht University                                                                  | Maastricht, Niederlande                | European Studies |
| University of Twente                                                                   | Twente, Niederlande                    | European Studies |
| Centre International de Formation Européenne                                           | Nizza, Frankreich                      | Master in Advanced European and International Studies                                                                                                |
| University of Guelph                                                                   | Guelph, Kanada                         | European Studies |
| Andrássy Universität                                                                   | Budapest, Ungarn                       | Doppelabschlussprogramm M.A. Internationale Beziehungen (deutschsprachig) und M.A. European Integration in East Central Europe (Universität Leipzig) |
| Wenzao Ursuline University of Languages                                                | Kaohsiung, Taiwan                      | European Studies |
| Universität Haifa                                                                      | Haifa, Israel                          | German and European Studies |

## Berufsaussichten
Die Interdisziplinarität der Europastudien bietet für Absolventen vielschichtige Möglichkeiten auf dem Berufsmarkt im kulturellen, sozialen oder wirtschaftlichen Bereich. Denkbar sind Einsatzfelder in Institutionen der EU, in der öffentlichen Verwaltung, Tourismusbereich, Werbeagenturen, Kulturorganisationen oder Bildungsanbieter, aber auch in international ausgerichteten Unternehmen sowie sonstigen Einrichtungen, die sich mit europäischen Fragen beschäftigen beziehungsweise auf die sie innerhalb europäischer Kooperationen angewiesen sind. Je nach der fachlichen Schwerpunktsetzung, der Gestaltung eines Auslandsaufenthalts und den praktischen Erfahrungen, die während des Studiums gemacht werden, kann der berufliche Einstieg in ganz unterschiedlichen Bereichen stattfinden.
Aus einer Verbleibstudie der TU Chemnitz geht hervor, dass 33 % ihrer Absolventen der Europastudien als Angestellte in der privaten Marktwirtschaft, 29 % in Forschung, Entwicklung und Lehre, 14 % in der Dienstleistungsbranche, 11 % als Angestellte in der Verwaltung, 10 % als Führungskräfte der Verwaltung/Privatwirtschaft und 3 % in sonstigen Beschäftigungsfeldern arbeiten. Nach der Verbleibsstudie des Zentrums für Europäische Integrationsforschung (ZEI) der Universität Bonn arbeiten 12 Prozent der Absolventen des dortigen Master of European Studies - Governance and Regulation in Institutionen der Europäischen Union; 15 Prozent in nationalen Ministerien – häufig Außenministerien – und Parlamenten; 24 Prozent im Bereich von Serviceindustrien und Beratungsfirmen; 22 Prozent in Unternehmen und Konzernen; des Weiteren sind Absolventen des ZEI in den Bereichen Medien, Wissenschaft und internationale Organisationen tätig.